# Qasimpur Power House Colony
Qasimpur Power House Colony es una  ciudad censal situada en el distrito de Aligarh en el estado de Uttar Pradesh (India). Su población es de 7791 habitantes (2011). Se encuentra a 16 km de Aligarh

## Demografía
Según el censo de 2011 la población de Qasimpur Power House Colony era de 7791 habitantes, de los cuales 4101 eran hombres y 3690 eran mujeres. Qasimpur Power House Colony tiene una tasa media de alfabetización del 87,44%, superior a la media estatal del 67,68%: la alfabetización masculina es del 93,28%, y la alfabetización femenina del 81%.